# Anomala itohi
Anomala itohi är en skalbaggsart som beskrevs av Miyake 1987. Anomala itohi ingår i släktet Anomala och familjen Rutelidae. Inga underarter finns listade i Catalogue of Life.